# 蘇鼎德
蘇鼎德（法語：Éric Sautedé），澳門法國籍政治學家、時事評論員，澳門法國文化協會副會長，英語媒體《澳門每日時報》專欄作家，他發表的文章多評論澳門政府政策及與中國內地的關係。他亦曾評論一些富爭議性的話題，如香港和澳門舉行紀念1989年天安門廣場鎮壓事件以及批評澳門行政長官崔世安。
2014年6月4日，在澳門聖若瑟大學任教7年的蘇鼎德接到校方解除合約的通知，信中被指沒有提供合理解釋，引發外界關注澳門特區高等學府的學術自由，以及來自北京政府的更大操控，國際記者聯會認為這是因為他「行使對有爭議的政策發表見解的權利」而被辭退，批評事件是對學術自由的攻擊。